# Sarnów (powiat kozienicki)
Sarnów – wieś sołecka w Polsce położona w województwie mazowieckim, w powiecie kozienickim, w gminie Gniewoszów.
| SIMC    | Nazwa     | Rodzaj    |
| ------- | --------- | --------- |
| 0620139 | Brzeziny  | część wsi |
| 0620145 | Nowe Pole | część wsi |
| 0620151 | Prusiny   | część wsi |
| 0620168 | Przecinka | część wsi |
| 0620180 | Tartak    | część wsi |
| 0620197 | Ugory     | część wsi |

Prywatna wieś szlachecka, położona była w drugiej połowie XVI wieku w powiecie radomskim województwa sandomierskiego. Do 1954 roku istniała gmina Sarnów. W latach 1975–1998 miejscowość należała administracyjnie do województwa radomskiego.
We wsi istniała stacja kolejowa na - obecnie nieczynnej - linii nr 82 Bąkowiec-Wysokie Koło. Działała także cegielnia, której ruiny wciąż istnieją. Dla potrzeb cegielni istniały kolejki wąskotorowe: wcześniej cegielnia-stacja normalnotorowa, później cegielnia-wyrobisko.
Wierni kościoła rzymskokatolickiego należą do parafii św. Stanisława w Oleksowie.

## Osoby związane z miejscowością
- Władysław Gnyś - urodzony w Sarnowie podpułkownik pilot Wojska Polskiego II RP.